# Novembersocialister
Novembersocialister var i Finland benämning på de intellektuella som efter storstrejken 1905 anslöt sig till det socialdemokratiska partiet. De namnkunnigaste bland dem var Otto Ville Kuusinen, Eero Haapalainen, Yrjö Sirola, Edvard Gylling, Kullervo Manner och Väinö Tanner. Edvard Valpas, som kort efter storstrejken blev socialdemokraternas ledande ideolog, framstod även som novembersocialisternas andlige ledare. Valpas och novembersocialisterna, som med ett gemensamt namn kallades "broholmare" (efter stadsdelen Broholmen där Helsingfors Folkets hus är beläget sedan 1908), representerade den revolutionära linjen inom partiet i opposition mot gamla arbetarkämpar som till exempel Yrjö Mäkelin och Eetu Salin. Efter storstrejken 1905 anslöt sig även Johannes Gummerus, Ivar Hörhammer, Kalle Nyman, Primus Nyman och Josef Wolontis.